# Begonia hispida
Espèce
Synonymes
- Begonia hammoniae Irmsch.[1]
- Begonia reitzii Brade[1]

Begonia hispida est une espèce de plantes de la famille des Begoniaceae. Ce bégonia est originaire du Brésil. L'espèce fait partie de la section Pritzelia. L'espèce a été décrite en 1861 par le botaniste suisse Alphonse Pyrame de Candolle (1806-1893) à la suite des travaux du botaniste autrichien Heinrich Wilhelm Schott (1794-1865). L'épithète spécifique hispida signifie « garnie de poils raides ». 

## Description

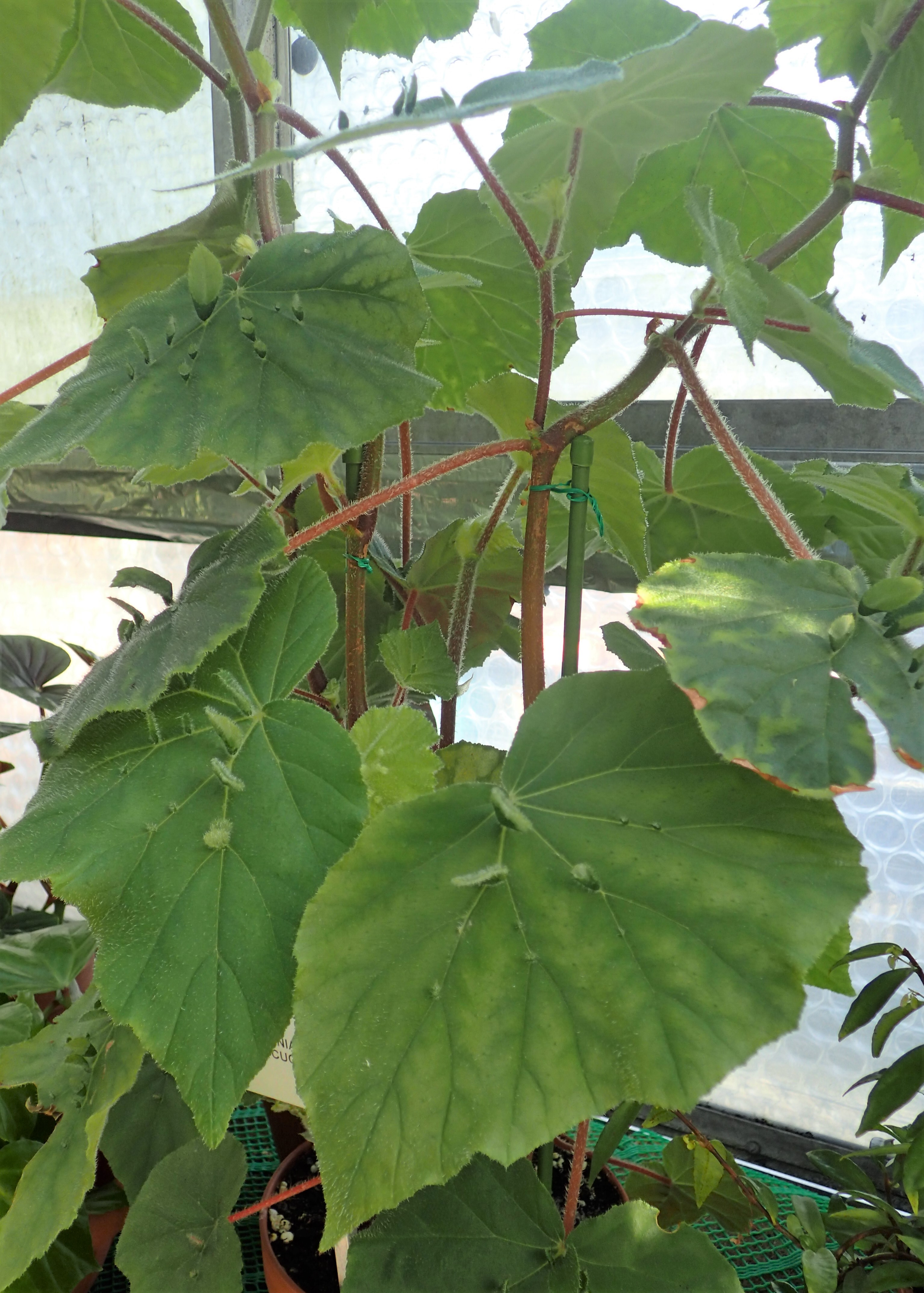
Begonia hispida var. cucullifera qui présente naturellement des énations.

## Répartition géographique
Cette espèce est originaire du pays suivant : Brésil.

## Liste des variétés
Selon Tropicos (6 février 2017) (Attention liste brute contenant possiblement des synonymes) :
- variété Begonia hispida var. cucullifera Irmsch.
- variété Begonia hispida var. hispida